# Вирово
Вирово (на македонска литературна норма: Вирово) е село в община Демир Хисар, Северна Македония.

## География
Вирово e разположено в подножието на Плакенска планина, в долината на Боищката река, по която минава пътят свързващ селото с общинския център Демир Хисар отстоящ на 18 km. Землището на Вирово е 17,5 km2, от които горите заемат най-голяма площ от 988,9 ha, пасищата са 515,9 ha, а обработваемите семи 236,3 ha. Църквите в селото са гробищната „Свети Никола“ (1878) и манастирските „Света Петка“ и „Въведение Богородично“ („Света Богородица Пречиста“).

## История
В XIX век Вирово е чисто българско село в Битолска кааза, нахия Демир Хисар на Османската империя. Училище в селото има от 1873 година. Според статистиката на Васил Кънчов („Македония. Етнография и статистика“) от 1900 година Вирово има 350 жители, всички българи християни.
На Етнографската карта на Битолския вилает на Картографския институт в София от 1901 година Вирово е чисто българско село в Битолската каза на Битолския санджак с 66 къщи.
Населението се занимава с валавичарство, като в селото има над осемдесет валавици (за валяне на ръчно тъкано платно) и вирове (за валяне на ямболии). Имало е и кюмюрджийница за правене на въглища (кюмюр). По време на Илинденско-Преображенското въстание през лятото на 1903 година във Вирово има леарница за бомби и куршуми и в селото са изработени няколко черешови топчета.
Цялото население на селото е под върховенството на Българската екзархия. По данни на секретаря на екзархията Димитър Мишев („La Macédoine et sa Population Chrétienne“) в 1905 година в Вирово има 400 българи екзархисти и работи българско училище.
В 1953 година селото има 630 жители. През 1961 година Вирово има 461 жители, които през 1994 намаляват на 217, а според преброяването от 2002 година селото има 151 жители.

## Личности
Родени във Вирово
- Лазар, български революционер, войвода на селската чета по време на Илинденско-Преображенското въстание[8]
- Нестор Петров Деспотов, български революционер от ВМОРО[9]
- Никола Стефанов Лозанов, български революционер от ВМОРО[10]
- Спасе Стойчев Димитриев, български революционер от ВМОРО[9]
- Стоян Андрев Бошев, български революционер от ВМОРО[11]
- Тале Николов Кръстев, български революционер от ВМОРО[10]